# Teniamo duro, Jeeves
Teniamo duro, Jeeves (Stiff Upper Lip, Jeeves) è un romanzo umoristico del 1963 dello scrittore inglese Pelham Grenville Wodehouse.
È il nono degli undici romanzi della serie "Bertie Wooster e Jeeves". Il romanzo è la cronaca del ritorno di Bertie Wooster nella residenza di Sir Watkyn Bassett a Totleigh Towers, dopo le vicende descritte nel Codice dei Wooster. Il romanzo è stato pubblicato per la prima volta in italiano nel 1964 col titolo Lei è unico, Jeeves.

## Storia editoriale
Wodehouse aveva delineato la trama del romanzo già alla fine del settembre 1961, come si ricava da una lettera scritta al nipote adottivo, avvocato di professione, il 29 settembre 1961 allo scopo di chiedere delucidazioni sulla procedura penale britannica riguardo all'arresto di Bertie descritto nei capitoli XXII e XIII del romanzo. Nella lettera Wodehouse spiega che, in qualità di giudice di pace, Sir Watkyn Bassett ha disposto l'arresto di Bertie con l'accusa di aver rubato un oggetto prezioso di sua proprietà, e che intende condannare Bertie, ma che accetterà di non proseguire nel caso in cui Jeeves cessi di servire Bertie e accetti di lavorare per lui. Wodehouse si chiede se è concesso a un giudice di pace di processare l'imputato di un'accusa in cui lo stesso giudice è parte lesa, e se, in un processo penale, l'imputato può essere rilasciato, dopo che è stato arrestato, qualora il denunciante ritiri l'accusa.
Prima di essere pubblicato in volume, Stiff Upper Lip, Jeeves apparve nei numeri di febbraio e marzo 1963 della rivista statunitense Playboy, con le illustrazioni di Bill Charmatzr. Il romanzo fu pubblicato per la prima volta in volume negli Stati Uniti il 22 marzo 1963 dall'editore Simon & Schuster, con una dedica a David Jasen; fu pubblicato quindi nel Regno Unito dalla casa editrice di Herbert G. Jenkins di Londra il 16 agosto 1963.
Una traduzione in lingua italiana, fatta da Sario Agnati, apparve dapprima presso l'editore Federico Elmo nel 1964; altre traduzioni furono pubblicate alcuni anni dopo: dalla casa editrice Mursia, tradotta da Rosetta Palazzi, nel 1989 e infine dalla casa editrice Polillo, tradotta da Tracy Lord, nel 2007.

## Trama

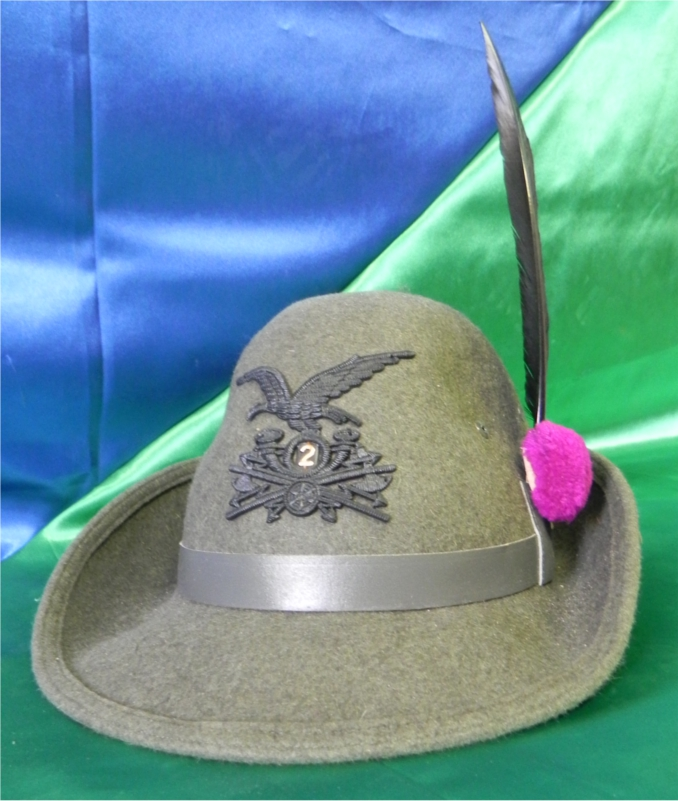
Cappello da alpino

Jeeves ritorna al servizio di Bertie dopo una breve periodo di tempo in cui ha sostituito il maggiordomo di Brinkley Court, la casa di campagna di sua zia Dahlia, che si era ammalato. La zia avverte Bertie che ha avuto fra gli ospiti Sir Watkyn Bassett il quale è rimasto colpito dall'efficienza di Jeeves e sta tentando di sottrarlo a Bertie. Sir Watkyn si è vantato di aver ottenuto per un prezzo risibile una preziosa statuetta d'ambra nera sottraendola al principale collezionista rivale, Tom Travers, marito di zia Dahlia. A Jeeves non piace il nuovo cappello blu da alpino con una penna rosa acquistato da Bertie durante l'assenza di Jeeves. Bertie però questa volta intende resistere ai voleri di Jeeves.
Più tardi Bertie pranza con Emerald Stoker, la quale sta andando a Totleigh Towers, l'imponente residenza dei Bassett. Ancora più tardi Bertie incontra un caro amico di vecchia data, Harold Pinker ("Stinker"). Stinker è vice parroco nel villaggio di Totleigh-in-the-Wold, ma il suo stipendio non è sufficiente per sposarsi con Stephanie Byng ("Stiffy"), una nipote di Sir Watkyn, e Sir Watkyn non si decide ad affidargli un vicariato di cui ha disponibilità. Stinker comunque comunica a Bertie che Stiffy desidera che Bertie venga a Totleigh Towers perché desidera affidargli un'incombenza. Sapendo che Stiffy crea spesso problemi, Bertie rifiuta. Più tardi Bertie incontra il suo amico Gussie Fink-Nottle il quale manifesta irritazione verso la sua fidanzata Madeline Bassett, unica figlia di Sir Watkyn. Bertie è spaventato: essendo stato in passato fidanzato con Madeline, teme se il fidanzamento con Gussie dovesse rompersi, la ragazza voglia sposare lui, e Bertie, sebbene detesti Madeline, non è in grado di contraddire le affermazioni di una ragazza. Bertie si confida perciò con Jeeves e questi gli consiglia di recarsi a Totleigh Towers per sanare la frattura tra Gussie e Madeline. Bertie è contrariato, ma decide di recarsi a Totleigh, pronunciando con fermezza la frase che dà il titolo al romanzo: «Stiff upper lip». Jeeves loda la sua disposizione d'animo.

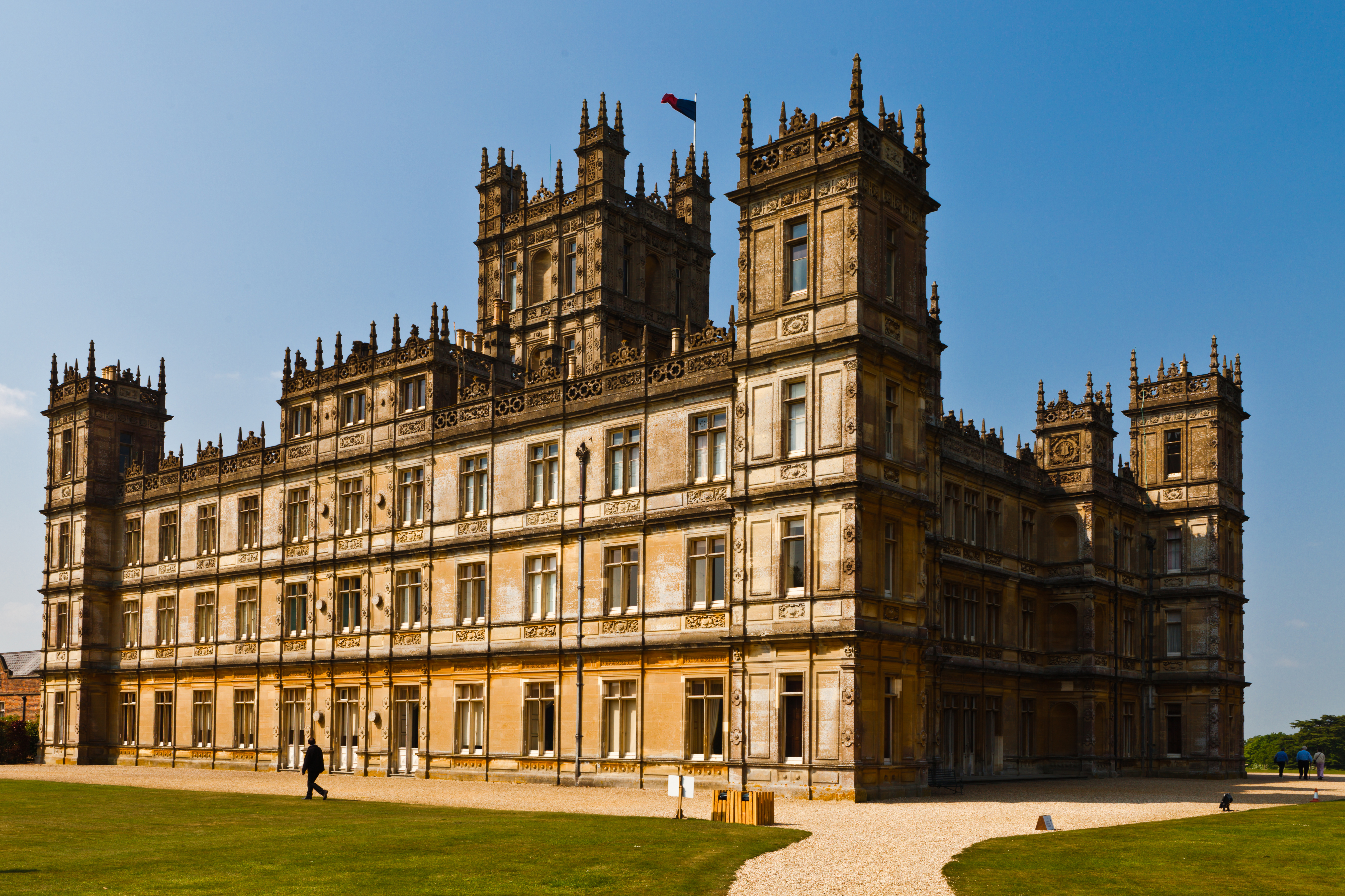
Totleigh Towers, rappresentata da Highclere Castle nella serie televisiva Jeeves and Wooster del 1991.

A Totleigh Towers, Madeline si commuove nel vedere Bertie, pensando che sia venuto perché perdutamente innamorato di lei. Roderick Spode, ora Lord Sidcup, un fascistoide amico di Sir Watkyn, ama in segreto Madeline e non nasconde a Bertie la diffidenza che nutre per lui. A cena Madeline accenna alla preziosa statuetta d'ambra nera che suo padre ha acquistato dal maggiore Plank. Jeeves informa Bertie che Gussie vuol rompere il fidanzamento con Madeline perché la ragazza lo obbliga a seguire una dieta vegetariana. Una cuoca si è offerto di fornire di nascosto della carne a Gussie. Bertie scopre che la cuoca è Emerald Stoker: è figlia di un miliardario, ma ha perso al gioco dei cavalli la somma di denaro che suo padre gli ha inviato e sopravvive col salario di un lavoro manuale in cucina. Emerald si innamora di Gussie.
Stiffy rivela a Bertie le sue intenzioni. Poiché Sir Watkyn ha imbrogliato Plank (gli ha dato solo cinque sterline per la statuetta d'ambra, pur sapendo che ne vale oltre mille), Stiffy ha sottratto la statuetta d'ambra che Bertie dovrà restituire a Plank al prezzo di cinque sterline. Se Bertie dovesse rifiutare l'incombenza, Stiffy dirà a Madeline che Gussie mangia carne di nascosto, dopo di che Madeline lascerebbe Gussie e si fidanzerebbe con Bertie. Bertie si reca perciò a Hockley-cum-Meston, la località in cui abita Plank, e gli offre la statuetta d'ambra per cinque sterline. Ma Plank presume che Bertie l'abbia rubata a Sir Watkyn, e vuol chiamare la polizia. Giunge Jeeves, che si presenta a Plank come l'ispettore capo Witherspoon di Scotland Yard, e dice a Plank che Bertie è un criminale noto come "Joe l'Alpino" e deve essere arrestato. Condotto poi Bertie in luogo sicuro, Jeeves gli dice che Sir Watkyn in realtà ha versato mille sterline per ottenere la statuetta, ma ha poi affermato di averla pagata solo cinque sterline per fare dispetto a Tom Travers. Jeeves riporta perciò la statuetta a Totleigh Towers.
Spode vede Gussie dare un bacio ad Emerald e tenta di aggredirlo poiché tradisce Madeline; dà quindi un pugno a Stinker, che sta accorrendo in soccorso di Gussie, ma Stinker reagisce e mette KO Spode. Ripresa conoscenza, Spode vuole picchiare nuovamente Gussie, ma interviene Emerald e lo mette KO fracassandogli in testa una bacinella di porcellana. Accorre Madeline, vede Spode senza sensi a terra e insulta Gussie, chiamandolo "bruto". Gussie allora, con aria di sfida, mangia un panino al prosciutto davanti a lei, mettendo così fine al loro fidanzamento. Poi Gussie e Emerald se ne vanno via insieme; Madeline dichiara che sposerà Bertie.
Sir Watkyn offre il vicariato ad Harold Pinker; quando però apprende che Stinker ha picchiato Spode, cambia nuovamente idea. Il maggiore Plank sta cercando un pilone per la squadra di rugby di Hockley-cum-Meston di cui è presidente. L'ispettore Witherspoon gli consiglia Harold Pinker come campione straordinario nel rugby. Plank si reca a casa di Stinker e gli offre, a mo' di ingaggio, il vicariato di Hockley-cum-Meston, a disposizione di Plank. Stiffy, che aveva rubato nuovamente la statuetta per ricattare Sir Watkyn, la consegna ora a Jeeves perché la restituisca.
Nascosto alla loro vista, Bertie e Jeeves sentono Spode dichiarare il proprio amore a Madeline; Madeline ricambia l'amore, ma non può fidanzarsi con Spode perché teme di ferire Bertie, il quale per amor suo l'ha seguita a Totleigh Towers. Spode ribatte che Bertie è venuto a Totleigh Towers per rubare la statuetta, non per amore di Madeline. La ragazza afferma che se Bertie fosse veramente un ladro si sentirebbe libera di fidanzarsi con Spode. Poco dopo Jeeves prende in disparte Madeline e le consegna la statuetta d'ambra, ricevuta da Stiffy, affermando che Bertie è un cleptomane, cioè un ammalato, e che lui ha trovato la statuetta d'ambra fra gli effetti personali del proprio padrone. Madeline afferma di non voler più sposare Bertie, e di accettare la proposta di matrimonio di Spode. Sir Watkyn, che è giudice di pace, intende condannare Bertie alla prigione. Bertie, arrestato dall'agente Constable Oates, trascorre la notte in prigione. Al mattino successivo, però, viene rilasciato. Sir Watkyn ha lasciato cadere l'accusa nei suoi confronti perché Jeeves ha accettato di lavorare per lui. Bertie è sconvolto, ma Jeeves gli assicura che la sua attività lavorativa a Totleigh Towers sarà solo temporanea. Fra una settimana troverà un motivo per dimettersi e ritornare da Bertie. Commosso, Bertie chiede a Jeeves come potrebbe ricompensarlo. Jeeves chiede a Bertie di rinunciare al cappello da alpino. E Bertie accetta.

## Personaggi
Bertie Wooster l'io narrante, ex fidanzato con Madeline Bassett, vuole indossare cappello blu da alpino con una penna rosa disapprovato da Jeeves, noto al maggiore Plank come il famigerato ladro "Joe l'Alpino".
Jeeves valletto di Bertie Wooster, non gli piace il cappello blu da alpino con una penna rosa indossato da Bertie. Finge di essere l'ispettore capo Witherspoon di Scotland Yard.
Dahlia Travers l'amata zia Dahlia di Bertie.
Tom Travers marito di zia Dahlia, collezionista di oggetti d'arte.
Sir Watkyn Bassett magistrato in pensione, collezionista rivale di Tom Travers, risiede a Totleigh Towers con sua figlia Madeline e la nipote "Stiffy".
Madeline Bassettfiglia di Sir Watkyn, fidanzata con Gussie, poi con Bertie e infine con Spode/Sidcup.
Stephanie Byng ("Stiffy")nipote di Sir Watkyn, fidanzata con Stinker.
BartholomewAberdeen Terrier di Stiffy, è intransigente e aggressivo come «un pastore della Chiesa scozzese, fustigatore dei peccatori».
(Gussie) Augustus Fink-Nottlecompagno di scuola di Bertie, astemio, appassionato di tritoni (li alleva nella vasca da bagno), lascia la fidanzata Madeline, che lo obbliga al vegetarianismo, per Emerald Stocker.
Roderick Spode, Lord Sidcupaspirante dittatore fascista negli anni trenta, divenuto di recente «settimo conte di Sidcup», un gorilla in sembianze umane, manesco, ama da sempre in segreto Madeline Bassett e alla fine si fidanza con lei.
Rev. Harold P. Pinker ("Stinker")ex compagno di studi di Bertie a Oxford, campione sportivo (pugilato, canottaggio, rugby), vice parroco a Totleigh-in-the-Wold, fidanzato con Stiffy.
Emerald Stokersorella minore di Pauline Stoker, studia pittura a Londra, diventa cuoca a Totleigh Towers, si fidanza infine con Gussie.
Eustace Oates poliziotto a Totleigh-in-the-Wold.
Butterfield maggiordomo di Sir Watkyn
Maggiore Plankesploratore in pensione, appassionato di rugby, scambia Bertie per un truffatore e vorrebbe farlo arrestare (una situazione analoga tra i due si ripeterà in Le zie non sono gentiluomini).

## Critica
Al suo apparire le recensioni del romanzo furono positive, ma si osservò una certa prevedibilità. Per Guglielmo Zucconi «la prevedibilità non diminuisce il piacere della lettura, anzi la accresce perché i personaggi sono attesi al varco e si desidera chi ripetano il solito errore, facciano la tal cosa, reagiscano nel tal modo». Come negli altri romanzi di Wodehouse, il linguaggio è la maggior fonte di ilarità e il segno distintivo dello stile dell'autore.

### Edizioni

#### Originali
- (EN) Stiff Upper Lip, Jeeves, 1ª ed., London, Barrie & Jenkins, 1963, ISBN 0-25766-304-5.
- (EN) Stiff Upper Lip, Jeeves, 1ª ed., New York, Simon & Schuster, 1963, ISBN 0-09951-395-1.

#### Traduzioni
- Lei è unico, Jeeves [Stiff Upper Lip, Jeeves], traduzione di Sario Agnati, Milano, F. Elmo, 1964.
- Teniamo duro, Jeeves [Stiff Upper Lip, Jeeves], traduzione di Rosetta Palazzi, presentazione di Guglielmo Zucconi, Milano, Mursia, 1989, ISBN 88-425-0384-3.
- Teniamo duro, Jeeves [Stiff Upper Lip, Jeeves], traduzione di Tracy Lord, Milano, Polillo, 2007, ISBN 978-88-8154-284-0.

### Fonti critiche
- (EN) Nigel Cawthorne, A Brief Guide to Jeeves and Wooster, London, Constable & Robinson, 2013, ISBN 978-1-78033-824-8.
- (EN) Robert A., Jr. Hall, The Comic Style of P. G. Wodehouse, Hamden, Archon Books, 1974, ISBN 0-208-01409-8.
- (EN) Eileen McIlvaine, Louise S. Sherby e James H. Heineman, P. G. Wodehouse: A Comprehensive Bibliography and Checklist, New York, James H. Heineman Inc., 1990, ISBN 978-0-87008-125-5.
- (EN) Kristin Thompson, Wooster Proposes, Jeeves Disposes or Le Mot Juste, New York, James H. Heineman, Inc., 1992, ISBN 0-87008-139-X.
- (EN) P. G. Wodehouse, P. G. Wodehouse: A Life in Letters, a cura di Sophie Ratcliffe, New York, W. W. Norton & Company, 2013, ISBN 978-0786422883.
- Guglielmo Zucconi, Presentazione, in P.G. Wodehouse, Teniamo duro, Jeeves, Milano, Mursia, 1989,  pp. 5-10, ISBN 88-425-0384-3.